# Cowan (Tennessee)
Pour les articles homonymes, voir Cowan.
Cowan est une municipalité américaine située dans le comté de Franklin au Tennessee. Selon le recensement de 2010, Cowan compte 1 737 habitants.

## Géographie
Cowan est située au sud-ouest de Franklin, le siège du comté. Selon le Bureau du recensement des États-Unis, la municipalité s'étend sur 2,07 milles carrés (5,36 km2).

## Histoire
D'abord nommée Hawkins, la ville est renommée en l'honneur du docteur J. B. Cowan, médecin de l'armée du général Nathan Bedford Forrest. Elle se développe au milieu du XIXe siècle, autour de la gare du Nashville and Chattanooga Railway construite en 1852. L'actuelle gare de Cowan (en anglais : Cowan Depot), construite en 1904, est inscrite depuis 1978 au Registre national des lieux historiques (NRHP).
Le tunnel de Cowan (aussi appelée « tunnel du mont Cumberland »), entre Cowen et Sherwood (en), est également inscrit au NRHP. Creusé dans les années 1850, le tunnel est l'un des premiers et des plus longs de la région. Il permet de passer sous le mont Cumberland pour relier Nashville à Chattanooga. Durant la guerre de Sécession, il est le théâtre de plusieurs escarmouches.

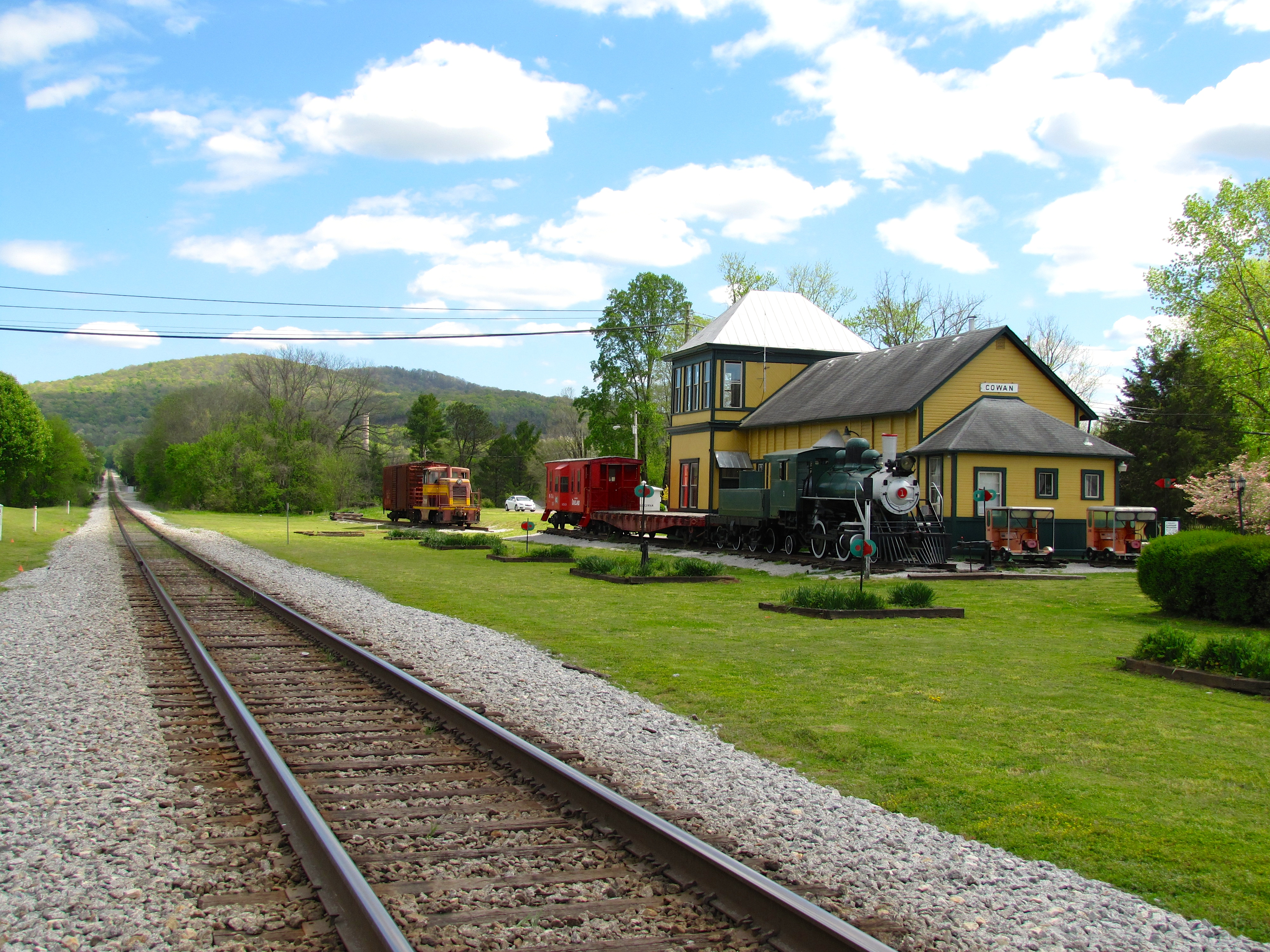
La gare de Cowan
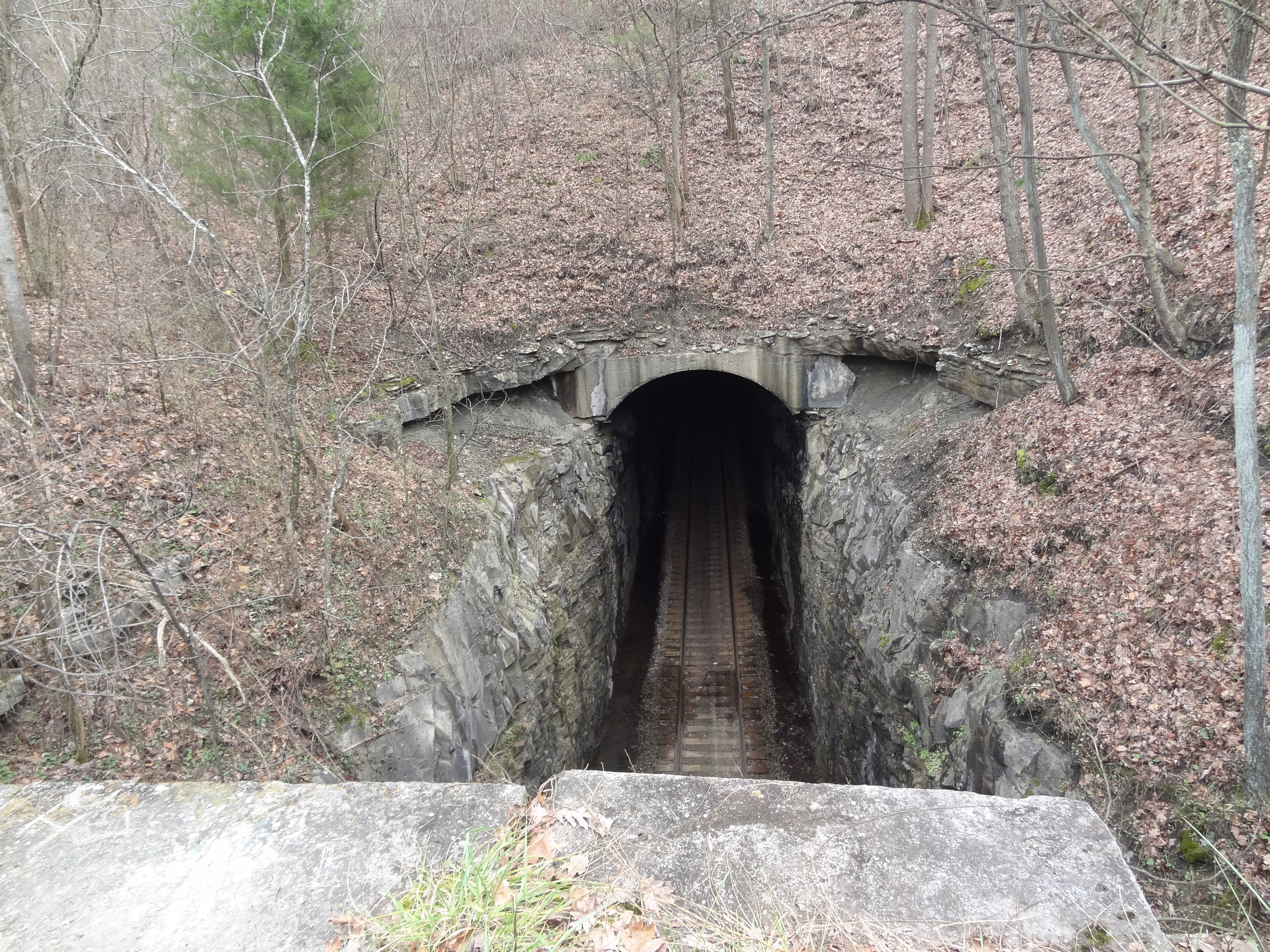
Le tunnel de Cowan